# ژیرایر لیباریدیان
ژیرایر لیباریدیان (ارمنی: Ժիրայր Սեդրակի Լիպարիտեան؛ زادهٔ ۱۰ ژوئیهٔ ۱۹۴۵) تاریخ‌نگار، و سیاست‌مدار ارمنی‌تبار اهل ایالات متحده آمریکا است که در طی دهه ۱۹۹۰، مشاور لوون تر-پتروسیان، رئیس‌جمهور ارمنستان بود.

## زندگی‌نامه
در ۱۰ ژوئیهٔ ۱۹۴۵ در بیروت به دنیا آمد و از دانشگاه کالیفرنیا، لس آنجلس فارغ‌التحصیل شد.  وی هم‌اکنون در دانشگاه میشیگان تدریس می‌کند.

## تالیفات
- ۱۹۸۵ (به عنوان ویراستار): A Crime of Silence. The Armenian Genocide. Zed Books, شابک ‎۹۷۸–۰۸۶۲۳۲۴۲۴۷
- 1991: Armenia at the Crossroads: Democracy and Nationhood in the Post-Soviet Era: Essays, interviews, and speeches by the leaders of the national democratic movement in Armenia. Blue Crane Books (Watertown, Massachusetts), شابک ‎۹۷۸-۰-۹۶۲۸۷۱۵-۱-۱
- 2007: Modern Armenia: People, Nation, state. Transaction Publishers (New Brunswick, New Jersey), شابک ‎۹۷۸-۱-۴۱۲۸-۰۶۴۸-۰